# Jamal Ben Saddik
Jamal Ben Saddik (Anversa, 3 ottobre 1990) è un kickboxer marocchino e belga.

## Carriera
Allievo di Cor Hemmers, proviene dal vivaio della palestra Golden Glory.
Compie il suo debutto per la promozione It's Showtime il 6 marzo 2011 sconfiggendo l'olandese Rico Verhoeven.
Si afferma al pubblico internazionale sul finire dell'anno seguente partecipando a Glory 4: Tokyo - 2012 Heavyweight Grand Slam, il più grande torneo nella storia dei pesi massimi, dove accede alle semifinali battendo veterani ben più quotati come Errol Zimmerman e Remy Bonjasky, prima di essere sconfitto duramente dal romeno Daniel Ghiță.